# A State of Trance 2016
A State of Trance 2016 è la prima compilation del 2016 facente parte della collana A State of Trance, mixata dal DJ e produttore discografico olandese Armin van Buuren. È stata pubblicata dalla casa discografica olandese Armada Music, il 6 maggio 2016.

## Tracce

### CD 1 - On the Beach
1. Alien (Omnia)
2. Sunshine Blue (Denis Kenzo & Sveta B.)
3. Floyd (Jerome Isma-Ae & Alastor)
4. High On Life (Rodg)
5. Distance (Same K)
6. Beautiful Creature (Ana Criado & Denis Kenzo)
7. Power Core (Estiva)
8. Beirut (Henry Dark)
9. Iconic (Orjan Nilsen)
10. Elysia (Venom One)
11. Los Capos (Orjan Nilsen vs KhoMha)
12. Grindstone (Original Guitar Mix) (Driftmoon feat. Eller)
13. Goldengate (Yoel Lewis)
14. Spacewalk (Alexander Popov & Digital X)
15. World Like This (Alexander Popov & Jonathan Mendelsohn)
16. Ceasarea (Yoel Lewis feat. Sivan)
17. XO (Genix)
18. Anything Can Happen (Fatum & JES)
19. Freefall (Manse Remix) (Armin van Buuren feat. BullySongs)

### CD 2 - In The Club
1. Embrace (Arty Remix) – 3:30 – Armin van Buuren feat. Eric Vloeimans
2. Again (Armin van Buuren Remix) – 3:11 – Armin van Buuren presents Rising Star feat. Betsie Larkin
3. Mega – 3:04 – Super8 & Tab
4. Epiphany – 3:18 – Andrew Rayel
5. Stay Awake – 3:08 – David Gravell
6. Inyathi – 2:56 – Gaia
7. Now I Can Breathe Again – 3:38 – Simon Patterson feat. Lucy Pullin
8. Now & Forever – 4:11 – M.I.K.E. Push presents Plastic Boy
9. Livin the Dream – 3:02 – Radion6
10. Centurion – 3:51 – Ayda
11. Everest – 3:26 – Re:Locate vs Robert Nickson
12. We Can Fly – 3:01 – Jorn van Deynhoven
13. Flashback – 3:15 – Jorn van Deynhoven
14. Fortress (Seven Lions Roots Mix) – 4:35 – Illenium feat. Joni Fatora
15. Out There (Robert Nickson 2016 Remix) – 4:08 – Masters & Nickson feat. Justine Suissa
16. By My Side – 3:55 – Bryan Kearney & Christina Novelli
17. I Could Be Stronger (But Only For You) (Giuseppe Ottaviani Remix) – 3:42 – Gareth Emery
18. I'm In A State Of Trance (ASOT 750 Anthem) – 3:43 – Ben Gold
19. Follow Me (Psyburst Mix) – 3:08 – Mark Sherry meets Space Frog & Derb
20. Alpha Omega (Sneijder Remix) – 3:38 – Team Argentina